# لی لیهویی
لی لیهویی (به چینی: 李礼辉) (زاده ۱۹۵۲) کارآفرین، بانکدار و مدیر ارشد اجرایی چینی است، که در حال حاضر به‌عنوان مدیر عامل اجرایی بانک چین فعالیت می‌نماید.